# Danh sách tập phim Dr.STONE
Dr. Stone là một bộ phim truyền hình anime Nhật Bản do TMS Entertainment sản xuất, dựa trên bộ truyện tranh cùng tên, được viết bởi Riichiro Inagaki, minh họa bởi Boichi và xuất bản trên tạp chí Weekly Shōnen Jump của Shūeisha. 3.700 năm sau khi ánh sáng bí ẩn biến toàn bộ người trên thế giới thành tượng đá, cậu bé thiên tài Senku Ishigami thoát khỏi trạng thái hóa đá, khi thế giới đã trở thành "Thế giới Đá" và tìm cách xây dựng lại nền văn minh nhân loại từ đầu. Bộ phim được đạo diễn bởi Shinya Iino, với Yuichiro Kido là người viết kịch bản và Yuko Iwasa là người thiết kế nhân vật. Kato Tatsuya, Hiroaki Tsutsumi và Yuki Kanesaka sáng tác nhạc cho bộ truyện. Ca khúc chủ đề mở đầu đầu tiên là "Good Morning World!" của Burnout Syferences, được sử dụng từ tập 1–12. Nhạc chủ đề mở đầu thứ hai, 'Sangenshoku' của Pelican Fanclub, được sử dụng từ các tập 13–24. Ca khúc kết thúc đầu tiên, 'Life' của Rude-a, được sử dụng từ tập 1–12. Và bài hát kết thúc phim thứ hai, 'Yume no You na' của Yusuke Saeki, được sử dụng từ tập 13–24. Mùa đầu tiên được phát sóng từ ngày 5 tháng 7 đến ngày 13 tháng 12 năm 2019 trên Tokyo MX và các kênh khác.  Mùa đầu tiên bao gồm 24 tập.  Anime này được Crunchyroll phát trực tuyến trên toàn thế giới bên ngoài Châu Á, và Funimation đã sản xuất một simuldub. Bản lồng tiếng Anh của anime bắt đầu được phát sóng trên khối lập trình Toonami của Adult Swim vào ngày 25 tháng 8 năm 2019.
Mùa thứ hai của bộ anime đã được công bố ngay sau phần cuối của mùa đầu tiên, tập trung vào câu chuyện của phần "Stone Wars" trong bộ truyện tranh. Tựa đề của mùa thứ hai là Dr.STONE: Stone Wars. Mùa thứ hai được phát sóng từ ngày 14 tháng 1 đến ngày 25 tháng 3 năm 2021.
Mùa thứ ba của bộ phim truyền hình đã được công bố sau khi tập cuối cùng của mùa thứ hai được phát sóng. Tại sự kiện Jump Festa 2022, người ta đã tiết lộ rằng mùa thứ ba sẽ ra mắt vào năm 2023. Một phần đặc biệt có tựa đề Dr.STONE: Ryusui tập trung vào nhân vật Ryusui Nanami được công chiếu vào ngày 10 tháng 7 năm 2022. Matsushita Shūhei chỉ đạo phần đặc biệt, trong khi dàn nhân sự chính còn lại đã trở lại từ những mùa trước. Sau khi Dr.STONE: Ryusui phát sóng, tựa đề của mùa thứ ba được tiết lộ là Dr.STONE: New World, với việc Matsushita Shūhei trở lại từ vai trò đạo diễn đặc biệt. Mùa này bao gồm hai phần. Phần đầu tiên được phát sóng từ ngày 6 tháng 4 đến ngày 15 tháng 6 năm 2023, trong khi phần thứ hai được phát sóng vào ngày 12 tháng 10 cùng năm.
Ngay sau khi mùa thứ ba kết thúc, mùa thứ tư và cũng là mùa cuối cùng với tựa đề Dr. Stone: Science Future được thông báo. Mùa này ra mắt phần đầu tiên vào ngày 9 tháng 1 năm 2025 và được dự kiến chia thành ba phần riêng rẽ. Phần thứ hai ra mắt vào ngày 10 tháng 7 năm 2025.

## Tổng quan
| Mùa | Mùa | Số tập | Số tập               | Phát sóng gốc        | Phát sóng gốc        |
| Mùa | Mùa | Số tập | Số tập               | Phát sóng lần đầu    | Phát sóng lần cuối   |
| --- | --- | ------ | -------------------- | -------------------- | -------------------- |
|     | 1   | 24     | 24                   | 5 tháng 7 năm 2019   | 13 tháng 12 năm 2019 |
|     | 2   | 11     | 11                   | 14 tháng 1 năm 2021  | 25 tháng 3 năm 2021  |
|     | SP  | SP     | SP                   | 10 tháng 7 năm 2022  | 10 tháng 7 năm 2022  |
|     | 3   | 22     | 11                   | 6 tháng 4 năm 2023   | 15 tháng 6 năm 2023  |
| 11  | 3   | 22     | 12 tháng 10 năm 2023 | 21 tháng 12 năm 2023 |                      |
|     | 4   | TBA    | 12                   | 9 tháng 1 năm 2025   | 27 tháng 3 năm 2025  |
| 12  | 4   | TBA    | 10 tháng 7 năm 2025  | TBA                  |                      |
| TBA | 4   | TBA    | TBA                  | TBA                  |                      |

## Danh sách tập

### Mùa 2:Stone Wars(2021)
| TT. tổng thể | TT. trong mùa phim | Tiêu đề                                                                                             | Đạo diễn                   | Kịch bản phân cảnh bởi | Ngày phát hành gốc  | Ngày phát sóng tiếng Anh |
| ------------ | ------------------ | --------------------------------------------------------------------------------------------------- | -------------------------- | ---------------------- | ------------------- | ------------------------ |
| 25           | 1                  | "Stone Wars Beginning"                                                                              | Harada Nana                | Iino Shinya            | 14 tháng 1 năm 2021 | 16 tháng 5 năm 2021      |
| 26           | 2                  | "Hot Line"                                                                                          | Kawajiri Kentarō           | Kawajiri Kentarō       | 21 tháng 1 năm 2021 | 23 tháng 5 năm 2021      |
| 27           | 3                  | "Call from the Dead" Chuyển ngữ: "Shisha Kara no Denwa" (tiếng Nhật: 死者からの電話)                | Nabeshima Osamu            | Nabeshima Osamu        | 28 tháng 1 năm 2021 | 30 tháng 5 năm 2021      |
| 28           | 4                  | "Full Assault" Chuyển ngữ: "Zengun Shutsugeki" (tiếng Nhật: 全軍出撃)                               | Ikeda Tomomi               | Iino Shinya            | 4 tháng 2 năm 2021  | 6 tháng 6 năm 2021       |
| 29           | 5                  | "Steam Gorilla"                                                                                     | Kawajiri Kentarō           | Kawajiri Kentarō       | 11 tháng 2 năm 2021 | 13 tháng 6 năm 2021      |
| 30           | 6                  | "Prison Break"                                                                                      | Harada Nana                | Miyaji Masayuki        | 18 tháng 2 năm 2021 | 20 tháng 6 năm 2021      |
| 31           | 7                  | "Secret Mission" Chuyển ngữ: "Gokuhi no Misshon" (tiếng Nhật: 極秘のミッション)                     | Nabeshima Osamu            | Nabeshima Osamu        | 25 tháng 2 năm 2021 | 27 tháng 6 năm 2021      |
| 32           | 8                  | "Final Battle"                                                                                      | Harada Nana                | Naganuma Norihiro      | 4 tháng 3 năm 2021  | 4 tháng 7 năm 2021       |
| 33           | 9                  | "To Destroy and to Save" Chuyển ngữ: "Kowasu Mono Sukuu Mono" (tiếng Nhật: 壊すもの救うもの)        | Ikeda Tomomi & Iino Shinya | Iino Shinya            | 11 tháng 3 năm 2021 | 11 tháng 7 năm 2021      |
| 34           | 10                 | "Humanity's Strongest Tag Team" Chuyển ngữ: "Jinrui Saikyō no Taggu" (tiếng Nhật: 人類最強のタッグ) | Kawajiri Kentarō           | Kawajiri Kentarō       | 18 tháng 3 năm 2021 | 18 tháng 7 năm 2021      |
| 35           | 11                 | "Prologue of Dr. Stone"                                                                             | Harada Nana                | Iino Shinya            | 25 tháng 3 năm 2021 | 25 tháng 7 năm 2021      |

### Dr. Stone: Ryusui(2022)
| TT. tổng thể | TT. trong mùa phim | Tiêu đề                                                                           | Đạo diễn    | Phụ trách kịch bản                                              | Ngày phát hành gốc  |
| --- | ------------------ | --------------------------------------------------------------------------------- | ----------- | --------------------------------------------------------------- | ------------------- |
| 35.5 (Đặc biệt) | SP                 | "Dr.STONE: Ryusui" Chuyển ngữ: "Dokutā Sutōn: Ryūsui" (tiếng Nhật: Dr.STONE 龍水) | Harada Nana | Matsushita Shūhei, Hata Hiroyuki, Machiya Shunsuke, Harada Nana | 10 tháng 7 năm 2022 |
| Một phần đặc biệt diễn ra giữa các sự kiện của phần 2 và 3; Sau sự thất bại của Đế quốc Tsukasa, Vương quốc Khoa học hiện đã mở rộng hơn nhiều và chuẩn bị dấn thân sang bên kia của Trái Đất để khám phá nguồn gốc của tia hóa đá đã hóa đá loài người 3.700 năm trước. Để làm được điều này, họ bắt đầu đóng một con tàu lớn để vượt đại dương. Senku nhận ra rằng họ sẽ cần một thuyền trưởng có nhiều kinh nghiệm chèo thuyền trên biển, và để đạt được mục tiêu đó, họ hồi sinh Ryusui Nanami: một chàng trai trẻ là một thủy thủ cực kỳ lành nghề và là người thừa kế của tập đoàn Nanami hùng mạnh một thời trước khi bị hóa đá. Tuy nhiên, Senku và vương quốc phải tìm ra giải pháp trung gian trước những yêu cầu tham lam của Ryusui, và người ta đề xuất rằng nếu vương quốc tìm thấy Mỏ dầu Sagara để khai thác lượng dầu cần thiết để vận hành con tàu, họ sẽ trao toàn quyền sở hữu cho Ryusui. Ryusui ngay lập tức phát minh lại tiền tệ và sử dụng nó để thiết lập hệ thống thị trường trong vương quốc, do đó có thể được trả tiền mua dầu khi nó được phát hiện. Senku triển khai Chrome, Kohaku và Ukyo cùng với bản đồ đường bờ biển thế giới hiện đại của Nhật Bản để trinh sát vị trí của mỏ dầu, nhưng họ đi vào ngõ cụt khi phát hiện ra rằng hoạt động núi lửa trong nhiều thiên niên kỷ đã làm thay đổi đáng kể địa hình hiển thị trên bản đồ của Senku, do đó làm cho nó gần như không thể xác định được vị trí của nó. Để vẽ lại chính xác bản đồ đường bờ biển để có thể xác định vị trí cánh đồng, Senku và Vương quốc Khoa học đã chế tạo một khinh khí cầu làm bằng vải gai dầu. Sau khi Gen tổ chức một cuộc xổ số lấy thẻ dàn dựng để xác định ai sẽ tham gia cùng Senku trên khinh khí cầu, họ xác định rằng Ryusui và Chrome sẽ tham gia và bộ ba bay lên bầu trời vào sáng sớm hôm sau. Thật không may, trong quá trình chạy thử nghiệm đến làng Ishigami, họ bị bất ngờ trước một đám mây vũ tích và bị cuốn vào dòng khí của nó. Họ phải trốn thoát bằng cách nâng độ cao của khinh khí cầu lên xuyên qua những đám mây. Khi họ đến làng an toàn, Senku và đồng đội hiện đã sẵn sàng chuyển sang bước tiếp theo. |                    |                                                                                   |             |                                                                 |                     |

### Mùa 4:Science Future(2025)
| Phần 1 |    | |                              |                   |                  |                     |
| 58     | 1  | "Ryusui vs. Senku" | Harada Nana                  | Sunayama Kurasumi | Shimizu Satoshi  | 9 tháng 1 năm 2025  |
| 59     | 2  | "Science Journey" | Fujiwara Nana                | Sunayama Kurasumi | Oba Hideaki      | 16 tháng 1 năm 2025 |
| 60     | 3  | "Light Trap in the Darkness" Chuyển ngữ: "Kurayami no Yūgatō" (tiếng Nhật: 暗闇の誘蛾灯)                                         | Ikeda Tomomi                 | Kaneda Kazuto     | Shimizu Satoshi  | 23 tháng 1 năm 2025 |
| 61     | 4  | "Dr. X" | Yamada Kayona                | Sunayama Kurasumi | Nishizawa Chie   | 30 tháng 1 năm 2025 |
| 62     | 5  | "Doctor vs. Doctor" | Sato Chako                   | Kaneda Kazuto     | Koyama Daiki     | 6 tháng 2 năm 2025  |
| 63     | 6  | "Science Is Elegant" | Nabeshima Osamu              | Sunayama Kurasumi | Nabeshima Osamu  | 13 tháng 2 năm 2025 |
| 64     | 7  | "The Two Scientists" Chuyển ngữ: "Futari no Kagaku-sha" (tiếng Nhật: 二人の科学者)                                               | Yoshida Shunji               | Kaneda Kazuto     | Shimizu Satoshi  | 20 tháng 2 năm 2025 |
| 65     | 8  | "Lock On" | Sato Chako                   | Sunayama Kurasumi | Shimizu Satoshi  | 27 tháng 2 năm 2025 |
| 66     | 9  | "Light of Science" Chuyển ngữ: "Kagaku no Akari" (tiếng Nhật: 科学の灯)                                                          | Ikeda Tomomi                 | Kaneda Kazuto     | Koyama Daiki     | 6 tháng 3 năm 2025  |
| 67     | 10 | "Dirty Roads" Chuyển ngữ: "Tsuchi Mamire no Michi o" (tiếng Nhật: 土まみれの道を)                                                | Yamada Kayona                | Sunayama Kurasumi | Yamada Kayona    | 13 tháng 3 năm 2025 |
| 68     | 11 | "Those Who Know the Rules; Those Who Make Them" Chuyển ngữ: "Rūru o Shiru-mono; Tsukuru-mono" (tiếng Nhật: ルールを知る者創る者) | Kosaka Tomochi & Harada Nana | Kaneda Kazuto     | Ashino Yoshiharu | 20 tháng 3 năm 2025 |
| 69     | 12 | "Reunion" Chuyển ngữ: "Saikai" (tiếng Nhật: 再会)                                                                                | Nabeshima Osamu              | Sunayama Kurasumi | Nabeshima Osamu  | 27 tháng 3 năm 2025 |
| Phần 2 |    | |                              |                   |                  |                     |
| 70     | 13 | "Watching the Same Moon" Chuyển ngữ: "Onaji Tsuki o Mite" (tiếng Nhật: 同じ月を見て)                                             | Yoshida Shunji               | Kindaichi Aki     | Shimazu Hiroyuki | 10 tháng 7 năm 2025 |
| 71     | 14 | "Earth Race" | Kondō Nobutaka               | Sunayama Kurasumi | Shimizu Satoshi  | 17 tháng 7 năm 2025 |
| 72     | 15 | "The Escape" Chuyển ngữ: "Hōimō Toppa-sen" (tiếng Nhật: 包囲網突破戦)                                                            | Ikeda Tomomi                 | Kindaichi Aki     | Shimizu Satoshi  | 24 tháng 7 năm 2025 |
| 73     | 16 | "Medusa Mechanism" | Yamada Kayona                | Sunayama Kurasumi | Yamada Kayona    | 31 tháng 7 năm 2025 |
| 74     | 17 | "Sickening Yet Beautiful" Chuyển ngữ: "Ozomashiku mo Utsukushiku" (tiếng Nhật: 悍ましくも美しく)                                 | Nabeshima Osamu              | Kindaichi Aki     | Nabeshima Osamu  | 7 tháng 8 năm 2025  |
| 75     | 18 | "Diamond Heart" | Awai Shigeki                 | Sunayama Kurasumi | Kawabata Takashi | 14 tháng 8 năm 2025 |
| 76     | 19 | "Stone Sanctuary" | TBA                          | TBA               | TBA              | 21 tháng 8 năm 2025 |